# 서울신내초등학교
서울신내초등학교(서울新內初等學校)는 대한민국 서울특별시 중랑구 용마산로125나길 22 (신내동)에 있는 초등학교다.

## 학교 연혁
- 1994년 1월 5일 설립인가
- 1994년 3월 1일 초대 이창길 교장 취임
- 1994년 3월 2일 중화초등학교에서 958명 인수
- 1994년 5월 4일 개교식
- 1994년 12월 26일 급식실 준공, 스팀 난방공사 준공
- 2002년 12월 24일 정보화교실 개관
- 2024년 5월 6일 개교 30주년

## 참고 자료
- 서울신내초등학교 - 한국교육학술정보원 학교알리미